# Зорино (посёлок, Саратовская область)
Зорино — пристанционный посёлок в Советском районе Саратовской области России, в составе городского поселения Пушкинское муниципальное образование. Посёлок расположен при станции Зорино Приволжской железной дороги в 16 км южнее рабочего посёлка Пушкино, в 1 км северо-западнее посёлка расположено село Зорино.

## История
Основан как посёлок при железнодорожной станции Зорино линии Урбах - Астрахань Рязано-Уральской железной дороги. Населённый пункт впервые обозначен на карте АССР Немцев Поволжья 1935 года (территория относилась к Краснокутскому кантону).
28 августа 1941 года был издан Указ Президиума ВС СССР о переселении немцев, проживающих в районах Поволжья. Немецкое население депортировано, населённый пункт, как и другие населённые пункты Краснокутского кантона был включён в состав Саратовской области.

## Население
| 2010 |
| ---- |
| 2    |

Динамика численности населения по годам:
| 1987 | 2002 |
| ---- | ---- |
| ≈20  | 9    |